# Koszmosz–428
Koszmosz–428 (11F690) (oroszul: Космос 428) Koszmosz műhold, a szovjet műszeres műhold-sorozat tagja. Zenyit–2M (Зенит–2М) fotófelderítő műhold.

## Küldetés
Feladata pályasíkjában fotófelderítés és csillagászati megfigyelések végzése.

## Jellemzői
Az OKB–1 tervezőirodában fejlesztették ki. Sorozatgyártásuk Kujbisevben folyt. Üzemeltetője a Honvédelmi Minisztérium (Министерство обороны – MO).
Megnevezései: COSPAR: 1971-057A; GRAU-kódja: 5305
1971. június 24-én a Bajkonuri űrrepülőtérről LC–1 (LC–Launch Complex) jelű indítóállványról egy Voszhod (11A57) rakétával juttatták alacsony Föld körüli (LEO = Low-Earth Orbit) közeli körpályára. Az orbitális egység pályája 89,1 perces, 51,8 fokos hajlásszögű, elliptikus pálya perigeuma 208 kilométer, apogeuma 271 kilométer volt.
Szabványosított műhold. Hasznos tömege 4000 kilogramm. Energiaellátását kémiai akkumulátorok biztosították. Kialakított pályasíkja mentén fototechnikai (Ftor RZ–2/Фтор–2 РЗ) felderítést, műszereivel atomkísérletek ellenőrzését, illetve röntgensugár-csillagászati méréseket végzett. Röntgensugár mérésére egy szcintillációspektrométer szolgált 30 kilóelektronvolt, a röntgensugár-távcső 2-30 kilóelektronvolt (keV) tartományban végzett méréseket. A küldetés rövid ideje alatt több röntgensugár-forrást észlelt. Szolgálati időtartama maximum 12 nap.
1971. július 6-án, 12 nap (0,03 év) után belépett a légkörbe és hagyományos – ejtőernyős leereszkedés – módon visszatért a Földre.

## Külső hivatkozások
- Koszmosz–428. lib.cas.cz. [2013. október 13-i dátummal az eredetiből archiválva]. (Hozzáférés: 2014. április 19.)
- Koszmosz–428. nasa.gov. (Hozzáférés: 2012. november 1.)
- Koszmosz–428. astronautix.com. (Hozzáférés: 2014. április 19.)
- Koszmosz–428. astronautix.com. (Hozzáférés: 2014. április 19.)
- Koszmosz–428. nasa.gov. (Hozzáférés: 2012. november 1.)

| Elődje: Koszmosz–427 | Koszmosz-program 1968–1978 | Utódja: Koszmosz–429 |